# Thomas Adrianus Romein

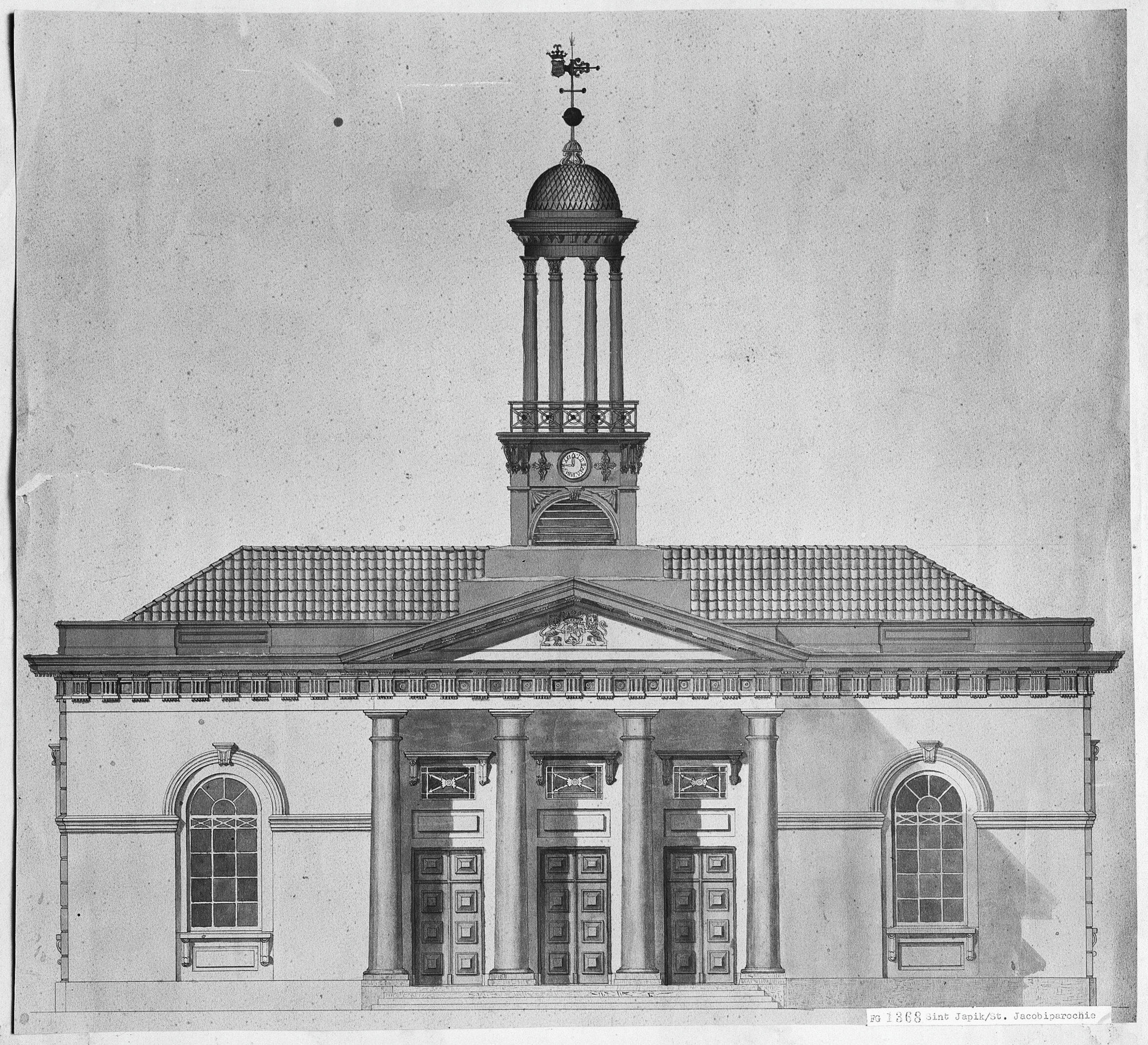
Voorontwerp van Thomas Romein voor de Grote Kerk in Sint Jacobiparochie

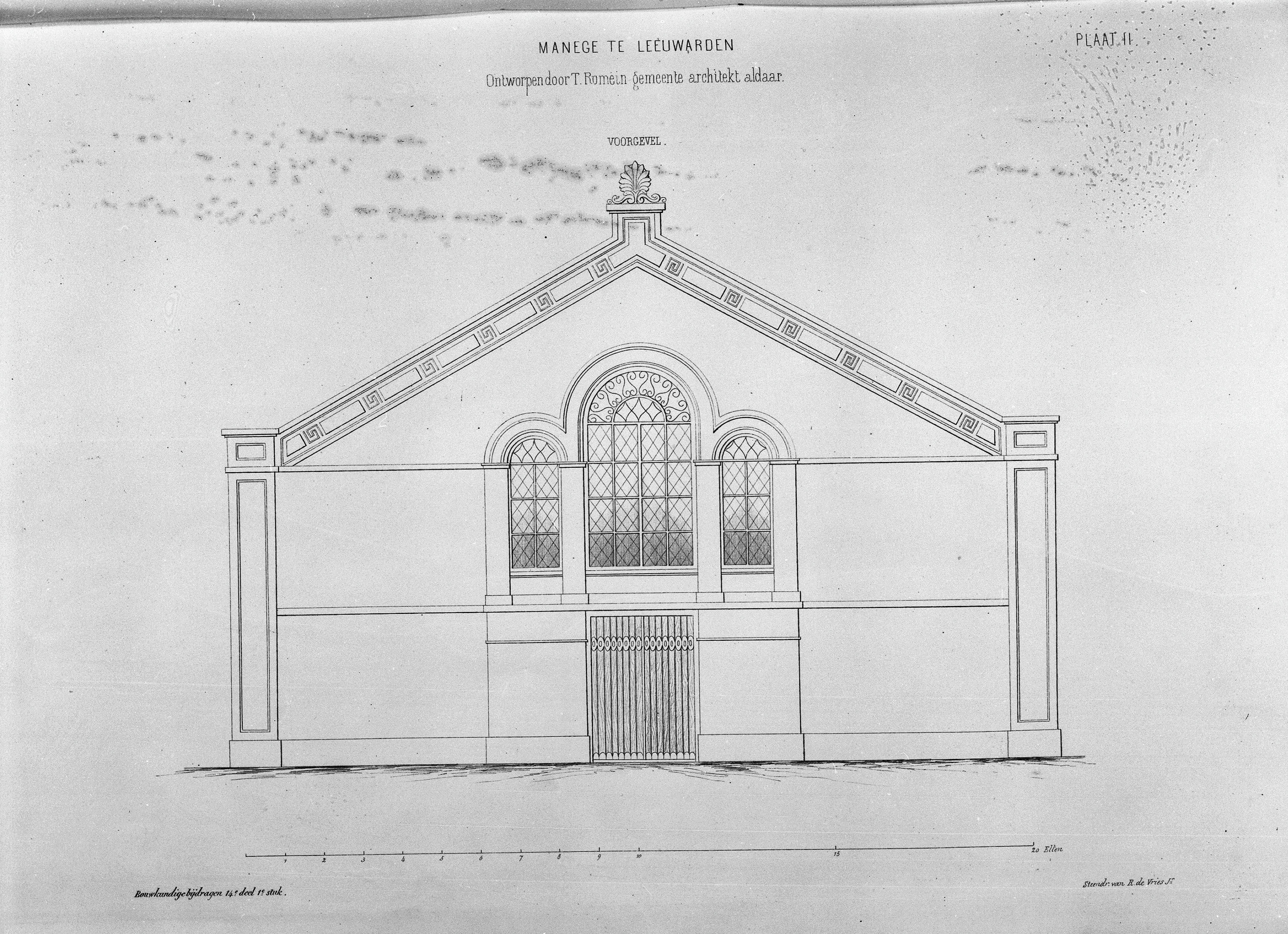
Ontwerp van Thomas Romein voor de Nieuwe Manege in Leeuwarden

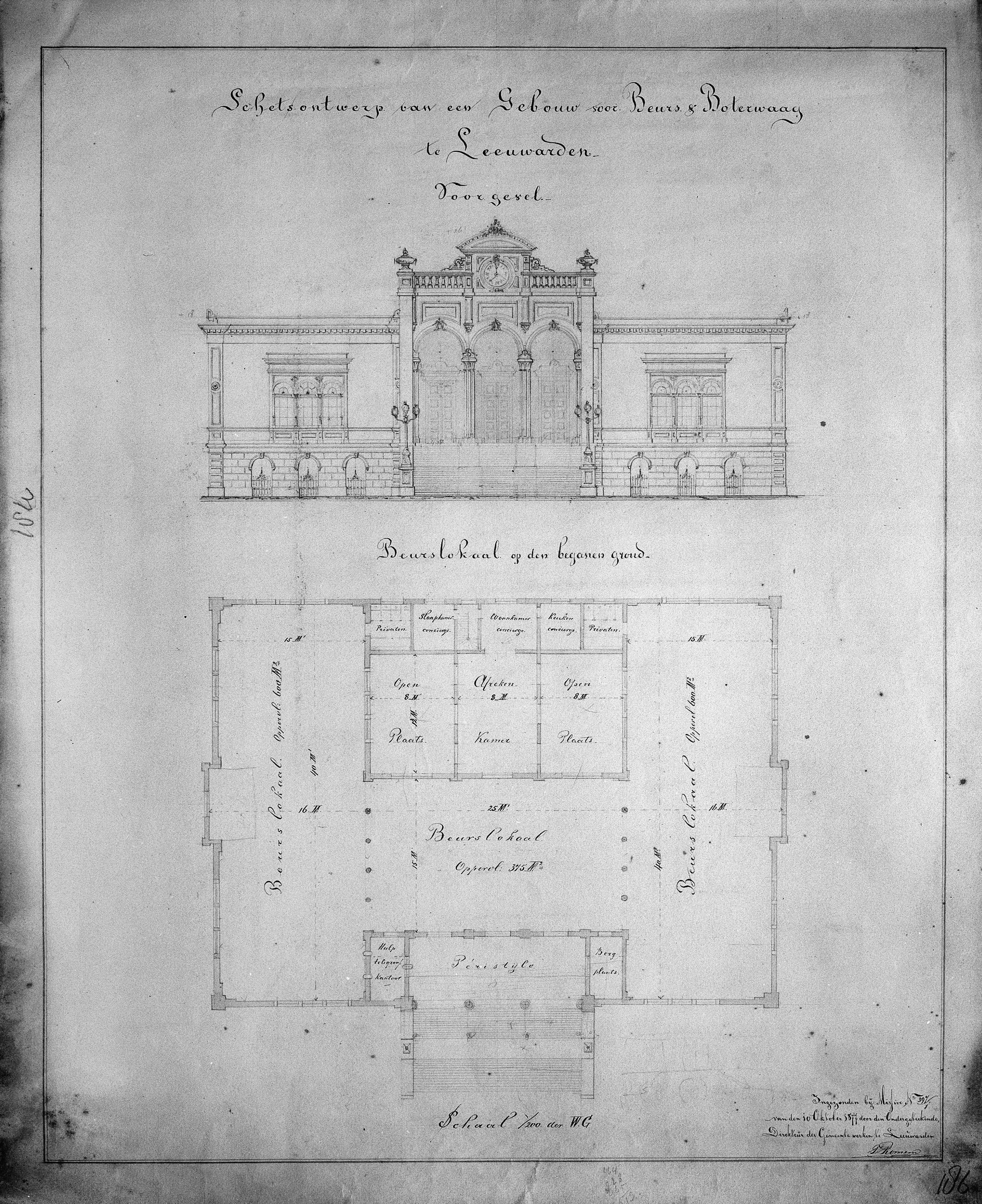
Ontwerp van Thomas Romein voor de Beurs in Leeuwarden

Thomas Adrianus Romein (Leeuwarden, 16 december 1811 – Leeuwarden, 24 februari 1881), in vakliteratuur doorgaans Th. Romein genoemd, was een Nederlandse architect.
Thomas Romein was de zoon van de timmerman Jacob Romein (1792-1842) en Janke Pabes van der Helm (1786-1868). Op 24 mei 1837 trouwde hij in Leeuwarden met Geertruida Filbach (1811-1886). Hij was een oudoom van de bekende historicus Jan Romein.

## Begin van zijn loopbaan
Romein volgde eerst in Leeuwarden lessen aan de stedelijke Teekenschool voor de Burgerlijke Bouwkunde bij Jaane van der Wielen, de zoon van toenmalig stadsarchitect Gerrit van der Wielen (1767-1858). Vervolgens werd hij vanaf 1830 opgeleid aan het tekengenootschap Hierdoor tot Hooger in Rotterdam, waar hij in 1832 een prijs behaalde.
Aansluitend keerde hij in september 1833 naar Leeuwarden terug, en trad op 18 januari 1838 in dienst van Gedeputeerde Staten als 'buitengewoon Opzichter bij de Provinciale Waterstaat en der Publieke Werken in Vriesland'. Vanuit Leeuwarden solliciteerde hij in de zomer van 1838 vergeefs naar de post van stadsarchitect van Utrecht, als opvolger van Johannes van Embden.

## Stadsarchitect van Leeuwarden
Op 18 november 1843 werd hij na de pensionering van Van der Wielen uit een twintigtal gegadigden tot stadsarchitect van Leeuwarden benoemd (vanaf 1874 directeur Gemeentewerken). Hij zou tot de belangrijkste vertegenwoordiger van het neoclassicisme in Friesland uitgroeien. Al in 1843 werd hij lid van de Maatschappij tot Bevordering der Bouwkunst, waarvoor hij vanaf 1846 of 1847 gedurende tientallen jaren als correspondent zou fungeren.
In Leeuwarden zelf ontwierp Romein de raadzaal in het Leeuwarden (1845-1847). Ook verbouwde hij er begin jaren veertig de Westerkerk, de Jacobijnerkerk en de Galileërkerk. Later bouwde hij onder meer het Paleis van Justitie (1846-1851), zijn hoofdwerk, en nog vlak voor zijn dood de Beurs (1878-1880) en het Stadsarmenhuis (1879-1881).
Buiten Leeuwarden zette hij behalve ettelijke landhuizen een half dozijn kerken op zijn naam. De eerste van de reeks was de Akkrum in Akkrum in 1835, officieel op naam van zijn vader Jacob Romein; de belangrijkste vormden de Hervormde Kerk van Terband (1843) en de Grote Kerk in Sint Jacobiparochie (1843-1844), een schoolvoorbeeld van neoclassicistische sacrale architectuur.
In 1860 zou Romein, na vijf jaar eerder ook een vergeefse poging in Zwolle te hebben gedaan bij het vertrek van stadsarchitect Zeger van der Bie, nogmaals naar de functie van stadsarchitect in Utrecht solliciteren, en ditmaal met succes. Vanwege de teleurstellende materiële randvoorwaarden - waaronder een ontoereikende bezoldiging - zag hij uiteindelijk echter toch van verhuizing af. Dientengevolge bleef Romein in Leeuwarden wonen tot zijn dood.

## Enkele werken
| Jaar      | Plaats              | Werk                                                | Afbeelding |
| --------- | ------------------- | --------------------------------------------------- | ---------- |
| 1835      | Akkrum              | Doopsgezinde kerk (i.s.m. J. Romein)                |            |
| 1841/1842 | Sint Annaparochie   | Huize Oostenburg                                    |            |
| 1843      | Hegebeintum         | Harsta State (verbouwing)                           |            |
| 1843      | Menaldum            | Gemeentehuis                                        |            |
| 1843      | Terband             | Terbantster Tsjerke                                 |            |
| 1844      | Sint Jacobiparochie | Groate Kerk                                         |            |
| 1845      | Pietersbierum       | Kerk van Pietersbierum                              |            |
| 1845      | Leeuwarden          | Hoofdwacht                                          |            |
| 1846      | Leeuwarden          | Verbouwing van de Westerkerk                        |            |
| 1851      | Leeuwarden          | Paleis van Justitie                                 |            |
| 1852      | Dokkum              | Verenigde christelijke kerk                         |            |
| 1856      | Leeuwarden          | Nieuwe manege                                       |            |
| 1864      | Leeuwarden          | Brugwachterswoning Vrouwenpoortsbrug                |            |
| 1870      | Leeuwarden          | Stadsvilla, Sophialaan 1                            |            |
| 1874      | Leeuwarden          | Lijkenhuisje Oude Stadsbegraafplaats Spanjaardslaan |            |
| 1875      | Leeuwarden          | Grachtenpand, Willemskade 15                        |            |
| 1876      | Leeuwarden          | Middelbare school voor meisjes, Grote Kerkstraat 12 |            |
| 1880      | Leeuwarden          | Beurs- en waaggebouw                                |            |
| 1881      | Leeuwarden          | Stedelijk Gymnasium                                 |            |
| onbekend  | Leeuwarden          | Stadsvilla, Stationsweg 2                           |            |